# T. S. Playfair
Le Playfair (ou T.S. Playfair) est un brick-goélette canadien, à coque d'acier, construit en 1973 et qui navigue sur les Grands Lacs.
Il est géré par l'association Toronto Brigantine Inc. de Toronto.

## Histoire
Le Playfair a été construit en 1973 sur le chantier naval de Kingston en Ontario sur le modèle du STV St Lawrence II  de 1953.
Le Playfair et son sister-ship le Pathfinder servent, durant l'été, de navires-écoles pour la formation des jeunes de 13 à 19 ans.